# Малий Ручей
Малий Ручей (рос. Малый Ручей) — присілок Бокситогорського району Ленінградської області Росії. Входить до складу Великодвірського сільського поселення.
Населення — 1 особа (2012 рік). 